# 蕭昭穎
蕭昭穎（5世紀—501年），南蘭陵郡蘭陵縣人，南朝齊宗室，齊武帝蕭賾之孫，竟陵文宣王蕭子良之子。

## 生平
蕭昭穎初以王子例封永新縣開國侯，官至寧朔將軍、彭城太守。
永元元年（499年），江州刺史陳顯達以擁立建安王蕭寶夤的名義起兵。皇帝蕭寶卷為防止生變，召高、武諸孫入宮。自齊明帝盡誅高、武諸子以來，高、武諸孫生活在恐懼之中，朝不保夕。蕭昭穎之兄巴陵王蕭昭冑因恐懼而不敢入宮，攜蕭昭穎逃奔江西，裝扮成僧人。永元二年（500年），護軍將軍崔慧景叛亂，蕭昭穎隨兄出投之。崔慧景兵敗後，蕭昭穎隨兄出降，以永新侯的身份回到私第。蕭昭冑因不自安，謀劃起兵。永元三年（501年），事情敗露，蕭昭穎與兄長蕭昭冑皆被誅殺。
永元三年十二月，蕭衍攻入建康城，宣德太后臨朝，追贈蕭昭穎黃門郎。